# Campionato asiatico femminile di pallacanestro 1972
Il 4º Campionato Asiatico Femminile di Pallacanestro FIBA (noto anche come FIBA Asia Championship for Women 1972) si è svolto a Taipei nella repubblica cinese, dal 18 al 26 novembre 1972.
I Campionati asiatici femminili di pallacanestro sono una manifestazione biennale tra le squadre nazionali organizzato dalla FIBA Asia.

## Squadre partecipanti
- Corea del Sud
- Taiwan
- Thailandia
- Indonesia
- Hong Kong

## Risultati
| Squadra       | Partite giocate | Vinte | Perse | Punti fatti | Punti subiti | Differenza | Punti |
| ------------- | --------------- | ----- | ----- | ----------- | ------------ | ---------- | ----- |
| Corea del Sud | 4               | 4     | 0     | 386         | 128          | +258       | 8     |
| Taipei cinese | 4               | 3     | 1     | 342         | 194          | +148       | 6     |
| Thailandia    | 4               | 2     | 2     | 189         | 281          | -92        | 4     |
| Indonesia     | 4               | 1     | 3     | 217         | 324          | −107       | 2     |
| Hong Kong     | 4               | 0     | 4     | 141         | 348          | −207       | 0     |

## Fase finale
|  | Semifinali    | Semifinali    | Semifinali    |               |               | Primo posto   | Primo posto | Primo posto |  |
|  |               |               |               |               |               |               |             |             |  |
|  | Corea del Sud | Corea del Sud | 59            |               |               |               |             |             |  |
|  | Corea del Sud | Corea del Sud | 59            |               |               |               |             |             |  |
|  | Indonesia     | Indonesia     | 17            |               |               |               |             |             |  |
|  | Indonesia     | Indonesia     | 17            |               | Corea del Sud | Corea del Sud | 66          |             |  |
|  |               |               |               |               | Corea del Sud | Corea del Sud | 66          |             |  |
|  |               |               | Taipei cinese | Taipei cinese | 51            |               |             |             |  |
|  | Thailandia    | Thailandia    | Taipei cinese | Taipei cinese | 51            | 29            |             |             |  |
|  | Thailandia    | Thailandia    |               |               |               | 29            |             |             |  |
|  | Taipei cinese | Taipei cinese | 108           |               |               | Terzo posto   | Terzo posto | Terzo posto |  |
|  | Taipei cinese | Taipei cinese | 108           |               |               |               |             |             |  |
|  |               |               |               |               |               |               |             |             |  |
|  |               |               |               |               |               | Thailandia    | Thailandia  | 70          |  |
|  |               |               |               |               |               | Thailandia    | Thailandia  | 70          |  |
|  |               |               |               |               |               | Indonesia     | Indonesia   | 54          |  |

## Classifica finale
| Posizione | Squadra       | Vinte/Perse |
| --------- | ------------- | ----------- |
| Oro       | Corea del Sud | 6-0         |
| Argento   | Taipei cinese | 4-2         |
| Bronzo    | Thailandia    | 3-3         |
| 4         | Indonesia     | 1-5         |
| 5         | Hong Kong     | 0-5         |

## Campione d'Asia
| Campione d'Asia | Campione d'Asia | Campione d'Asia | Campione d'Asia |
| --------------- | --------------- | --------------- | --------------- |
| Corea del Sud   |                 |                 |                 |